# Liste der Orte im Kreis Ilfov

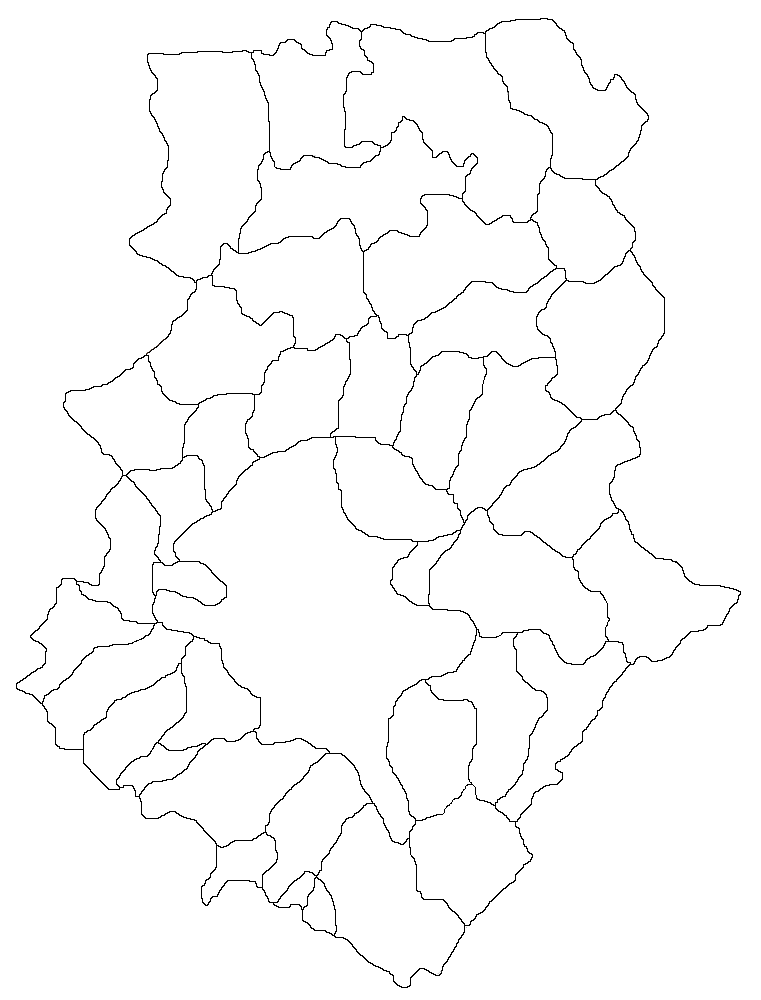
Gemeinden des Kreises Ilfov

Der Kreis Ilfov in Rumänien besteht aus offiziell 104 Ortschaften. Davon haben 8 den Status einer Stadt, 32 den einer Gemeinde. Die übrigen sind administrativ den Städten und Gemeinden zugeordnet.

## Städte
| - Bragadiru - Buftea - Chitila | - Măgurele - Otopeni - Pantelimon | - Popești-Leordeni - Voluntari |

## Gemeinden
| - 1 Decembrie - Afumați - Balotești - Berceni - Brănești - Cernica - Chiajna - Ciolpani - Ciorogârla - Clinceni - Copăceni | - Corbeanca - Cornetu - Dărăști-Ilfov - Dascălu - Dobroești - Domnești - Dragomirești-Vale - Găneasa - Glina - Grădiștea - Gruiu | - Jilava - Moara Vlăsiei - Mogoșoaia - Nuci - Periș - Petrăchioaia - Snagov - Ștefăneștii de Jos - Tunari - Vidra |

## A
| - Alunișu |

## B
| - Bălăceanca - Balta Neagră | - Bălteni - Buciumeni | - Buda - Buriaș |

## C
| - Căciulați - Căldăraru - Cățelu | - Ciofliceni - Cozieni - Creața | - Crețești - Crețuleasca |

## D
| - Dârvari - Dimieni | - Dragomirești-Deal - Dudu | - Dumbrăveni - Dumitrana |

## F
| - Fundeni |

## G
| - Gagu | - Ghermănești |

## I
| - Islaz | - Izvorani |

## L
| - Lipia | - Lupăria |

## M
| - Măineasca - Manolache | - Merii Petchii - Micșuneștii Mari | - Micșunești-Moară - Moara Domnească |

## O
| - Odăile - Olteni | - Ordoreanu | - Ostratu |

## P
| - Pasărea - Petrești | - Piscu - Piteasca | - Poșta - Pruni |

## R
| - Roșu | - Rudeni | - Runcu |

## S
| - Săftica - Șanțu-Florești - Siliștea Snagovului | - Șindrilița - Sintești - Sitaru | - Ștefăneștii de Sus - Surlari |

## T
| - Tamași - Tâncăbești | - Tânganu | - Țegheș |

## V
| - Vadu Anei - Vânători | - Vârteju | - Vlădiceasca |

## Z
| - Zurbaua |